# 4 крила
«4 крила» (англ. 4 wings) — скульптура (стабіль) роботи американського скульптора Александра Колдера (1898—1976). Створена у 1972 році. Знаходиться у Барселоні (Іспанія) і встановлена у саду біля входу до фонду Жуана Міро.
Колдер подарував скульптуру міській раді Барселони з проханням, щоб вона була розташована на головній магістралі. 25 лютого 1975 року її було встановлено на проспекті Пау Казальса. 17 вересня 1976 року скульптуру перенесено фонду Жуана Міро, де її встановили біля входу за пропозицією самого Жуана Міро, який був другом Колдера.
Пізніше скульптура була перефарбована у помаранчевий колір, але в 2002 році було відновлено первісний червоний колір.